# Ужут
Ужут (пол. Urzut) — село в Польщі, у гміні Надажин Прушковського повіту Мазовецького воєводства.
Населення — 497 осіб (2011).
У 1975-1998 роках село належало до Варшавського воєводства.

## Демографія
Демографічна структура станом на 31 березня 2011 року:
|          | Загалом | Допрацездатний вік | Працездатний вік | Постпрацездатний вік |
| -------- | ------- | ------------------ | ---------------- | -------------------- |
| Чоловіки | 197     | 55                 | 129              | 13                   |
| Жінки    | 300     | 65                 | 166              | 69                   |
| Разом    | 497     | 120                | 295              | 82                   |